# 岩沼市立岩沼西中学校
岩沼市立岩沼西中学校（いわぬましりつ いわぬまにしちゅうがっこう）は、宮城県岩沼市にある公立中学校。

## 概要
岩沼市の西部を学区としている。

## 教育目標
- 自ら学び 心豊かに たくましく生きる生徒の育成[1]。

## 沿革
- 1986年（昭和61年）4月1日 - 岩沼中学校より岩沼市立岩沼西中学校が分離開校

## 学区
- 岩沼西小学校学区

## 著名な出身者
- 菅山かおる（ビーチバレーボール選手）
- 田口隆祐（プロレスラー）
- 大久保剛志 (サッカー選手)